# قائمة يو-بوت ناجحة
قائمة يو-بوت ناجحة قوائم بأكثر غواصات يو الألمانية نجاحًا في الحربين العالميتين بناءً على إجمالي الحمولات المغرقة.

## الحرب العالمية الأولى
تحتوي هذه القائمة على أكثر 5 غواصات ألمانية نجاحا في الحرب العالمية الأولى بناءً على إجمالي الحمولات المغرقة. يتم تضمين فقط السفن التجارية التي أغرقت، وليس العسكرية ( السفن الحربية ) أو السفن التي تعرضت لاضرار).
| قارب       | اكتب     | مفوض           | مجموع حمولة | السفن غرقت | دوريات | مصير                   | نقباء                                                                           |
| ---------- | -------- | -------------- | ----------- | ---------- | ------ | ---------------------- | ------------------------------------------------------------------------------- |
| غواصة U-35 | الفئة 31 | 3 نوفمبر 1914  | 539741      | 224        | 17     | استسلم، 26 نوفمبر 1918 | فالديمار كوفاميل لوثار فون أرنولد دي لا بيريير ارنست فون فويجت هينو فون هيمبورغ |
| غواصة U-39 | الفئة 31 | 13 يناير 1915  | 404478      | 154        | 19     | استسلم، 22 مارس 1919   | هانز كراتزش والتر فورستمان هاينريش ميتزجر                                       |
| غواصة U-38 | الفئة 31 | 15 ديسمبر 1914 | 299985      | 137        | 17     | استسلم، 23 فبراير 1919 | ماكس فالنتينر فيلهلم كاناريس هانز هاينريش وورمباخ كليمنس ويكيل                  |
| غواصة U-34 | الفئة 31 | 5 أكتوبر 1914  | 262886      | 121        | 17     | مفقود، 9 نوفمبر 1918   | كلاوس روكر فيلهلم كاناريس يوهانس كلاسينج                                        |
| غواصة U-33 | الفئة 31 | 27 سبتمبر 1914 | 229598      | 84         | 16     | استسلم، 16 يناير 1919  | كونراد غانسر غوستاف سيس هيلموت فون دويمينج                                      |

## الحرب العالمية الثانية
تحتوي هذه القائمة على أكثر 10 غواصات ألمانية نجاحا في الحرب العالمية الثانية بناءً على إجمالي الحمولات المغرقة. يتم تضمين كل من السفن التجارية والعسكرية ( السفن الحربية ) ولكن يتم تضمين فقط السفن التي غرقت وليس التي اصيب باضرار.
| قارب  | اكتب             | مفوض           | مجموع حمولة | السفن غرقت | دوريات | مصير | نقباء                                                                              |
| ----- | ---------------- | -------------- | ----------- | ---------- | ------ | --- | ---------------------------------------------------------------------------------- |
| U-48  | الفئة السابعة بي | 22 أبريل 1939  | 307935      | 52         | 12     | خربش، 3 مايو 1945 | هربرت شولتز هانز رودولف روسينج هاينريش بليشرودت                                    |
| U-99  | الفئة السابعة بي | 18 أبريل 1940  | 244658      | 38         | 8      | سرقت، 17 مارس 1941 بعد العمق شحن بواسطة أتش أم أس Walker . | أوتو كريتشر                                                                        |
| U-103 | الفئة التاسعة بي | 18 أبريل 1940  | 237596      | 45         | 11     | خرجت من الخدمة في مارس 1944. غرقت بالقنابل في كيل ، 15 أبريل 1945. | فيكتور شوتز فيرنر وينتر                                                            |
| U-124 | الفئة التاسعة بي | 11 يونيو 1940  | 224953      | 48         | 11     | ضاع بكل الأيدي، 2 أبريل 1943 بعد عمق الشحن بواسطة أتش أم أس Stonecrop و أتش أم أس Black Swan . | جورج فيلهلم شولز يوهان موهر                                                        |
| U-123 | الفئة التاسعة بي | 30 مايو 1940   | 223816      | 44         | 12     | تم إيقاف تشغيلها في يونيو 1944. تم إخمادها في الميناء، 19 أغسطس 1944. تم إعادة إطلاقها ونقلها إلى الخدمة الفرنسية باسم Blaison . | كارل هاينز موهيل راينهارد هارديجن هورست فون شروتر                                  |
| U-107 | الفئة التاسعة بي | 8 أكتوبر 1940  | 217786      | 39         | 14     | فقدت بكل الأيدي 18 أغسطس 1944 بعد عمق الشحن من سندرلاند 201 سرب سلاح الجو الملكي البريطاني . | غونتر هيسلر هارالد جيلهاوس فولكر Simmermacher كارل هاينز فريتز                     |
| U-37  | الفئة التاسعة    | 4 أغسطس 1938   | 202528      | 55         | 11     | خربش، 8 مايو 1945 | هاينريش شوتش فيرنر هارتمان فيكتور أوهرن اسموس نيكولاي كلاوسن أولريش فولكرز         |
| U-66  | الفئة التاسعة سي | 20 مارس 1940   | 200021      | 33         | 12     | غرقت 6 مايو 1944 بواسطة Grumman F4F Wildcats و Grumman TBF Avengers of USS Block Island ، صدمها المدمرة حراسة USS Buckley . | ريتشارد زاب فريدريش ماركوورث بول فريكس غيرهارد سيهاوزن                             |
| U-68  | الفئة التاسعة سي | 11 فبراير 1941 | 197998      | 33         | 10     | غرقت 10 أبريل 1944 ، شحنات العمق والصواريخ التي أطلقتها F4F Wildcats و TBM Avengers of USS Guadalcanal . | كارل فريدريش ميرتين ألبرت لوزيميس Ekkehard Scherraus غيرهارد سيهاوزن ألبرت لوزيميس |
| U-47  | الفئة السابعة بي | 17 ديسمبر 1938 | 191919      | 31         | 10     | مفقود بأيدي، في أو حوالي 7 مارس 1941 أثناء القيام بدوريات جنوب أيسلندا بين 59 درجة و 62 درجة شمالاً. = ربما العمق التي يتقاضاها مدمرات أتش أم أس Wolverine و أتش أم أس Verity بعد تحديد موقعها باستخدام نوع 286 ASDIC المجهزة حديثا لكلا المدمرات. | غونتر برين                                                                         |